# Gruñedo (Bóveda)
Gruñedo (en gallego y oficialmente, O Gruñedo) es un lugar de la parroquia de San Fiz de Rubián, en el municipio de Bóveda, en la provincia de Lugo, España.
Se encuentra a 410 metros de altitud, en el margen izquierdo de la carretera LU-546. En 2022 estaba deshabitado.
Entre su patrimonio cabe destacar la Casa Torre do Gruñedo.